# Tomás Regalado
Tomás Regalado (1861-1906) foi um militar e político salvadorenho que foi presidente de seu país (1898-1903).
Regalado foi um dos conspiradores que em 29 de abril de 1894 participou na derrubada do governo de Carlos Basilio Ezeta, dentro do movimento chamado de "Os 44". Em 14 de novembro de 1898, o general Regalado derrubou o presidente Rafael Antonio Gutiérrez, o qual o considerava seu melhor amigo, e assumiu a presidência da República. Em 1899 foi eleito presidente constitucional para um período de quatro anos Gutiérrez jamais o perdoou.
Ao iniciar seu governo decretou anistia para todos os emigrados políticos. Durante sua presidência estabeleceu-se a Escola Politécnica Militar, iniciou-se a construção do Teatro Nacional de Santa Ana, impulsionou-se a construção de ferrovias e criou-se a Polícia Rural Montada, antecedente da Guarda Nacional.
Terminado seu mandato, o general Regalado foi nomeado Ministro da Guerra por seu sucessor Pedro José Escalón. Em 1906 ao iniciar a guerra entre El Salvador e Guatemala, foi nomeado comandante das tropas salvadorenhas que invadiram o território guatemalteco. Durante um combate no lugar chamado "El Entrecijo", Regalado foi ferido gravemente e morreu a 11 de junho de 1906.